# Ray of sunshine
「ray of sunshine」（レイ・オブ・サンシャイン）は、声優の新谷良子の3rdシングルである。 2003年10月22日にLanisから発売された。 

## 解説
- 3ヶ月連続リリースの第3弾。また、「ランティス組曲」にもカバーとして収録されている。
- ライブでは新谷が「ちゅーりっぷ王国」という架空の王国の姫で、「ray of sunshine」はその国歌という設定である。そのためライブでは必ず歌われる。

## 収録曲
1. ray of sunshine [5:10]
  - 作詞・作曲：桃井はるこ、編曲：小池雅也
2. ray of sunshine (off vocal)
3. ランチBOX〜上級編〜  [1:16]
  - 作詞・作曲：ゆうまお、編曲：R・O・N